# Delia Morín
Delia Morín (Buenos Aires, Argentina, ¿? - ibídem, 25 de abril de 1973) fue una actriz y directora teatral, guionista, periodista y comentarista cinematográfica argentina.

## Carrera
Morín fue una de las más destacadas periodistas y comentaristas de cine de Argentina. En la década del '40 trabajó como periodista de la famosa revista Antena donde realizó intensas entrevistas a figuras del espectáculo como Niní Marshall.
Indiscutible actriz teatral, hizo infinidades de obras. Dirigiendo el conjunto del "Club del Arte" presentó una comedia de ambiente chino titulada Señora Arroyo Precioso (1948) , original de S. Y. Hsiung, en el Auditorium del Casino de Mar del Plata. Un año después junto con su agrupación dirigió Las criadas, del dramaturgo existencialista Jean Genet (en versión de Victoria Ocampo) e interpretadas por Carmen Giménez, Zita Rosas y Analia Gadé. Junto a Renato Lelli hizo una función en el Teatro Sarmiento.
Se desempeñó como guionista fílmica junto con Rafael B. Esteban y según la novela de Costa Du Rells, en la película Tierras hechizadas en 1948, cuyo reparto estaba conformado por Carlos Cores y Malisa Zini.
La actriz y guionista Delia Morín falleció el 25 de abril de 1973 luego una larga enfermedad. Sus restos se encuentran en el panteón de SADAIC, de la Asociación Argentina de Actores del Cementerio de la Chacarita.